# فهرست رهبران کشورها بر اساس سن
این مقاله فهرست رهبران کشورها بر اساس سن را به‌عنوان رئیس کشور یا رئیس دولت نشان می‌دهد.

## مسن‌ترین رهبران فعلی
| رتبه | نام                        | تصویر | کشور          | موقعیت                          | تاریخ تولد      | سن              |
| ---- | -------------------------- | ----- | ------------- | ------------------------------- | --------------- | --------------- |
| ۱    | پل بیا                     |       | کامرون        | رئیس‌جمهور کامرون (۱۹۸۲)         | ۱۳ فوریه ۱۹۳۳   | ۹۲ سال، ۱۸۷ روز |
| ۲    | محمود عباس                 |       | فلسطین        | رئیس دولت فلسطین (۲۰۰۵)         | ۱۵ نوامبر ۱۹۳۵  | ۸۹ سال، ۲۷۷ روز |
| ۳    | سلمان بن عبدالعزیز آل سعود |       | عربستان سعودی | پادشاه عربستان سعودی (۲۰۱۵)     | ۳۱ دسامبر ۱۹۳۵  | ۸۹ سال، ۲۳۱ روز |
| ۴    | هارالد پنجم                |       | نروژ          | پادشاه نروژ (۱۹۹۱)              | ۲۱ فوریه ۱۹۳۷   | ۸۸ سال، ۱۷۹ روز |
| ۵    | سید علی خامنه‌ای            |       | ایران         | رهبر جمهوری اسلامی ایران (۱۹۸۹) | ۱۹ آوریل ۱۹۳۹   | ۸۶ سال، ۱۲۲ روز |
| ۶    | ژان لوسین ساوی دو تووه     |       | توگو          | رئیس‌جمهور توگو (۲۰۲۵)           | ۷ مه ۱۹۳۹       | ۸۶ سال، ۱۰۴ روز |
| ۷    | محمد یونس                  |       | بنگلادش       | نخست‌وزیر بنگلادش (۲۰۲۴)         | ۲۸ ژوئن ۱۹۴۰    | ۸۵ سال، ۵۲ روز  |
| ۸    | مشعل الاحمد الجابر الصباح  |       | کویت          | امیر کویت (۲۰۲۳)                | ۲۷ سپتامبر ۱۹۴۰ | ۸۴ سال، ۳۲۶ روز |
| ۹    | مایکل دی هیگینز            |       | جمهوری ایرلند | رئیس‌جمهور ایرلند (۲۰۱۱)         | ۱۸ آوریل ۱۹۴۱   | ۸۴ سال، ۱۲۳ روز |
| ۱۰   | سرجو ماتارلا               |       | ایتالیا       | رئیس‌جمهور ایتالیا (۲۰۱۵)        | ۲۳ ژوئیه ۱۹۴۱   | ۸۴ سال، ۲۷ روز  |

## جوان‌ترین رهبران فعلی
| رتبه | نام                   | تصویر | کشور          | موقعیت                          | تاریخ تولد     | سن                                 |
| ---- | --------------------- | ----- | ------------- | ------------------------------- | -------------- | ---------------------------------- |
| ۱    | ابراهیم ترائوره       |       | بورکینافاسو   | رئیس‌جمهور بورکینافاسو (۲۰۲۲)    | ۲ ژانویه ۱۹۸۸  | ۳۷ سال، ۲۲۹ روز                    |
| ۲    | یاکوف میلاتوویچ       |       | مونته‌نگرو     | رئیس‌جمهور مونته‌نگرو (۲۰۲۳)      | ۸ دسامبر ۱۹۸۶  | ۳۸ سال، ۲۵۴ روز                    |
| ۳    | گابریل بوریک          |       | شیلی          | رئیس‌جمهور شیلی (۲۰۲۲)           | ۱۱ فوریه ۱۹۸۶  | ۳۹ سال، ۱۸۹ روز                    |
| ۴    | دریتان آبازوویچ       |       | مونته‌نگرو     | نخست‌وزیر مونته‌نگرو (۲۰۲۲)       | ۲۵ دسامبر ۱۹۸۵ | ۳۹ سال، ۲۳۷ روز                    |
| ۵    | محمد بن سلمان آل سعود |       | عربستان سعودی | نخست‌وزیر عربستان سعودی (۲۰۲۲)   | ۳۱ اوت ۱۹۸۵    | ۳۹ سال، ۳۵۳ روز                    |
| ۶    | محمد دبی              |       | چاد           | رئیس‌جمهور چاد (۲۰۲۱)            | ۱ ژانویه ۱۹۸۴  | ۴۱ سال، ۲۳۰ روز                    |
| ۷    | آلساندرو اسکارانو     |       | سان مارینو    | کاپیتان ریجنت سان مارینو (۲۰۲۳) | ۳ سپتامبر ۱۹۸۳ | ۴۱ سال، ۳۵۰ روز                    |
| ۸    | کیم جونگ اون          |       | کره شمالی     | رهبر کره شمالی (۲۰۱۱)           | ۸ ژانویه ۱۹۸۳  | ۴۲ سال، ۲۲۳ روز                    |
| ۹    | آسیمی گویتا           |       | مالی          | رئیس‌جمهور مالی (۲۰۲۱)           | ۱۹۸۳           | ۴۱ سال، ۲۳۱ روز تا ۴۲ سال، ۲۳۰ روز |
| ۱۰   | حسین احمد الشرع       |       | گرجستان       | رهبر نظامی سوریه (۲۰۲۴)         | ۱۹۸۲           | خطا: نیازمند سال، ماه، روز معتبر   |